# Olga Andrejewna Schisnewa

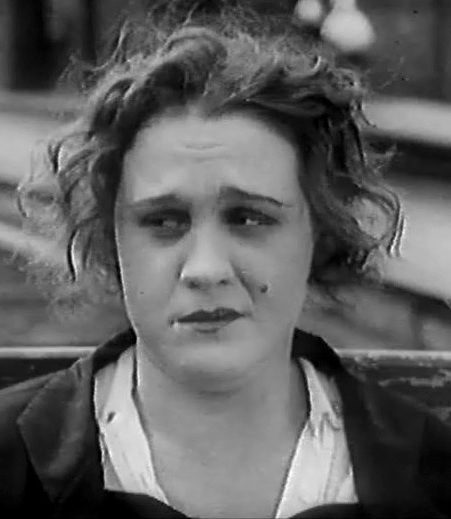
Olga Schisnewa (1925)

Olga Andrejewna Schisnewa (russisch Ольга Андреевна Жизнева, geborene Neumann russisch Нойман, verh.: Room russisch Роом; * 5.jul. / 17. April 1899greg. in Sankt Petersburg; † 10. November 1972 in Moskau) war eine sowjetrussische bzw. sowjetische Theater- und Film-Schauspielerin.

## Herkunft und Laufbahn
Olga Schisnewa war die Tochter des deutschstämmigen Andreas Neumann. Ihre Mutter starb bei der Geburt, sodass sie bei ihrer Großmutter väterlicherseits aufwuchs. Aufgrund des frühen Interesses für Literatur entschied sich Schisnewa für den Schauspielberuf und besuchte zunächst die Schule des Государственный Показательный театр (Gosudarstwenny Pokasatelny teatr) und anschließend das Lehrinstitut des Korsch-Theaters. Nach dem Abschluss im Jahr 1920 trat sie am Gorki-Theater in Nachitschewan am Don und anschließend an verschiedenen Häusern in Moskau, Leningrad, Charkiw, Kiew, Kasan und Machatschkala auf. Ab 1946 gehörte die Darstellerin über einen Zeitraum von 18 Jahren dem Theaterstudio der Kinodarsteller an.
1925 gab Schisnewa in Jakow Protasanows Его призыв (Jego prisyw) ihr Filmdebüt. 1928 war sie Leonid Obolenskis Альбидум (Albidum) erstmals in einer Hauptrolle zu sehen. Zugleich war es ihr letzter Film für das Meschrabpom-Studio, für das die Schauspielerin bis dahin ausschließlich vor die Kamera getreten war. Eine weitere populäre Rolle folgte in Подкидыш (Podkidysch, 1939), einem frühen sowjetischen Farbfilm. Während des Deutsch-Sowjetischen Krieges drehte Schisnewa für Kasachfilm, wo u. a. Nadeschda Koschewerowas Pantoffelchen (1945) entstand. In der Opernadaption gab sie Katharina II., dieselbe Rolle spielte die dunkelhaarige Mimin später noch einmal in Segel im Sturm (1953). Zu Schisnewas wichtigsten Nachkriegsproduktionen zählen Разные судьбы (Rasnyje sudby, 1956), Дом с мезонином (Dom s mesoninom, 1960), Warten wir den Montag ab (1968), Цветы запоздалые (Zwety saposdalyje, 1969) und ihr finales Werk Geraubte Schätze (1971). Letztmals als Hauptdarstellerin trat sie 1963 in dem lettischen Kurzfilm Uz trases in Erscheinung. Des Weiteren war Schisnewa als Synchronsprecherin an den russischsprachigen Fassungen von sechs Filmen beteiligt, darunter an H-8 und der nordkoreanischen Produktion Geuui sowon (beide 1958).

## Privates und Ehrungen
Ihre erste Ehe ging die Schauspielerin während der Ausbildung ein, z. T. wird angenommen, dass Schisnewskaja nicht ihr Geburts- sondern Ehename war. Auftritte absolvierte sich stets unter Schisnewa. Ihr Gatte starb früh an einer Lungenentzündung. Schisnewas zweiter Ehemann war der Regisseur Abram Room (1894–1976), mit dem sie einige Filme drehte.
Für ihre Rolle in Суд чести (Sud tschesti) erhielt Schisnewa 1949 den Stalinpreis I. Klasse. Sie war außerdem Trägerin der Titel Verdiente Künstlerin der RSFSR (1950) und Volkskünstlerin der RSFSR (1969).
Olga Schisnewa starb 73-jährig und wurde auf dem Wwedenskoje-Friedhof beigesetzt. Room fand später neben ihr die letzte Ruhe.

## Filmografie (Auswahl)
- 1925: Der Schneider von Torshok (Sakroischtschik is Torschka)
- 1945: Pantoffelchen (Tscherewitschki)
- 1947: Die Ballettsolistin (Solistka baleta)
- 1953: Segel im Sturm (Admiral Uschakow)
- 1957: Ein ungewöhnlicher Sommer (Neobyknovennoye leto)
- 1957: Frühe Freuden (Perwyje radosti)
- 1968: Schuld und Schwert – 2. Befehl lautet: Durchhalten! (Schtschit i metsch – Film 2. Prikasano – wyschit…)
- 1968: Warten wir den Montag ab (Doschiwem do ponedelnika)
- 1971: Geraubte Schätze (Dostojanije respubliki)